# Joan Grau (escultor)
Joan Grau (Constantí, 1608 - Manresa, 1685) fou un escultor i arquitecte del barroc català. La seva creació té dues fases: en la primera es va caracteritzar per disposar d'un estil que recorda el plateresc castellà, i en la segona etapa, les seves obres assoliran gran elegància i agilitat. Cal mencionar que en aquest darrer període és quan treballa amb el seu fill, Francesc Grau.

## Biografia
Joan Grau va néixer a Constantí, fill d'en Miquel Grau (pagès de la vila) i de la seva esposa Caterina. De la infància i de l'adolescència de Grau no se'n sap gairebé res, les guerres (Guerra del Francès i Guerra Civil Espanyola) van destruir la documentació. Durant la seva etapa de formació es creu que va estar treballant en el retaule de la Galilea de Poblet, més tard, transformat en el retaule major de l'ermita de la Mare de Déu dels Torrents (1620-1630).
De la unió amb Àngela Torres (morta l'any 1662), van venir al món quatre criatures: Francesc, Anna Maria, Teresa i Josep. Un dels seus fills, en Francesc (Manresa 1638 -1693), va continuar el mateix ofici que el seu pare, esdevingué escultor. Al llarg dels anys, pare i fill van treballar conjuntament en diversos projectes, com en el monestir de Santa Maria de Poblet (1659 -1674) i en el retaule major d'Esparreguera 1670. Tot i que tenia l'obrador a Manresa, concretament situat a la Plaça de l'Om, rebia encàrrecs des de molts indrets de Catalunya.

### Primeres obres
L'any 1631, als vint-i-tres anys, juntament amb Bernat Perelló (fuster resident a Igualada) van acordar l'execució del retaule de Sant Joan Baptista per a la parròquia d'Igualada. Quatre anys més tard, obtingué un pagament per esdevenir col·laborador de l'escultor Miquel Vidal, junts van elaborar vuit relleus (actualment es conserven al Museu Comarcal de Manresa).

### Obres arreu de Catalunya
L'any 1638 treballava en el retaule de la Puríssima Concepció de Pujalt (l'Anoia), és una obra molt ben conservada. Es creu que en aquella època també estava realitzant una creació conservada a Mirambell (l'Anoia). L'any 1640 estampa la seva firma, juntament amb la de Joan Generes, al retaule del Roser de l'església de Sallent (1640-1649). Entre els anys 1642-1646, està enfeinat en una de les seves obres més meravelloses, el retaule del Roser per al temple manresà de Sant Pere Màrtir, conservat sense muntar al Museu Comarcal de Manresa. L'any 1643 es compromet a elaborar un retaule major nou per al monestir de Sant Benet de Bages. Un any més tard, el 1644, realitza un misteri del Davallament de la Creu per a l'orde de la Puríssima Sang de Jesucrist a Manresa. Entre el 1645 i el 1647 efectua el retaule major de la parròquia de Santa Maria d'Horta (Avinyó, el Bages), durant aquests anys també treballa en el retaule major de la parròquia de Rajadell (hi va treballar fins a l'any 1649).

### Obres a les terres de Ponent

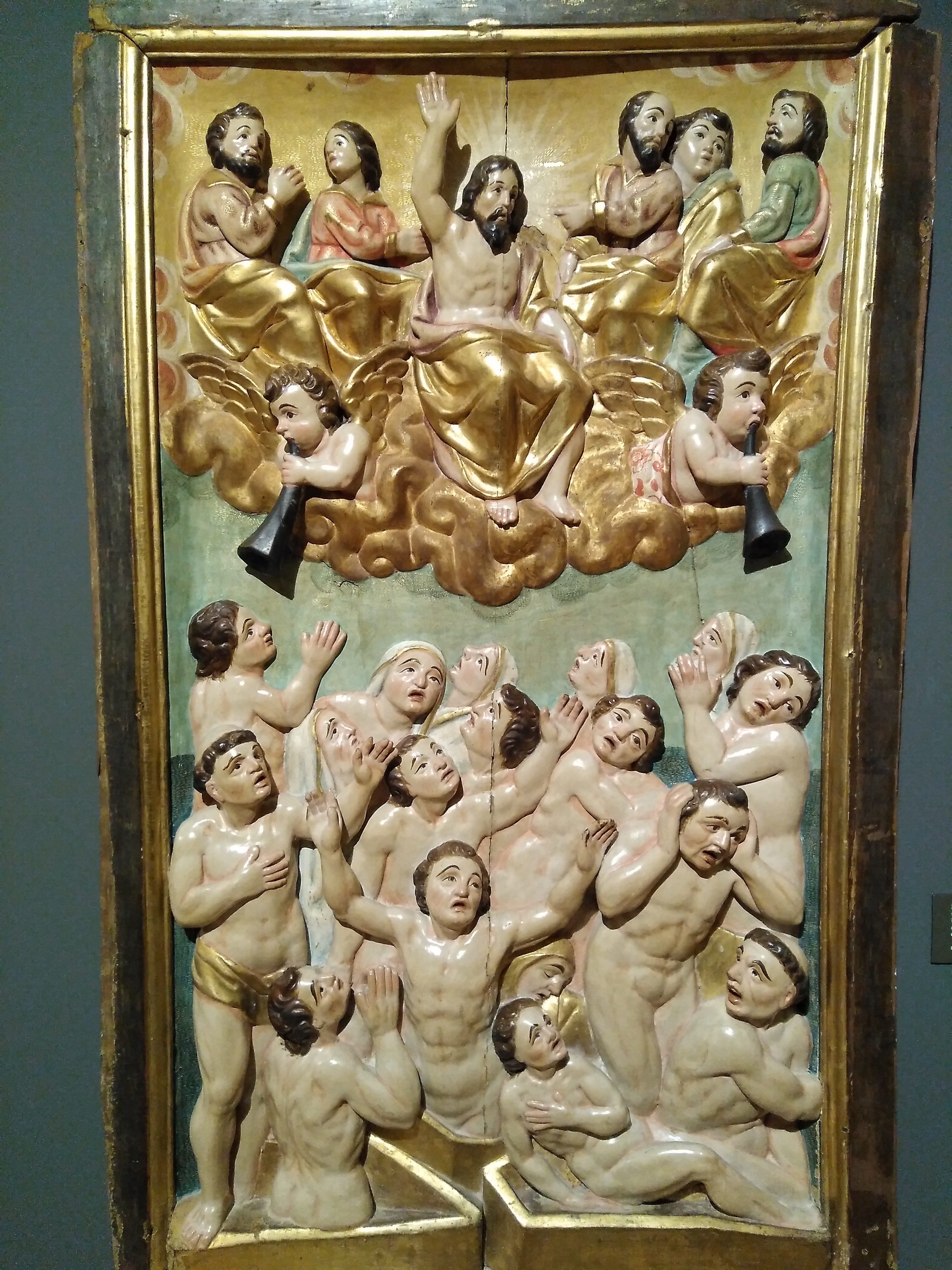
La Resurrecció dels Morts, del retaule de les ànimes de Guissona

Es parla d'una hipotètica intervenció, al voltant de 1647, en l'altar major de la parròquia de la Molsosa (Solsonès). L'any 1650 va ampliar els seus horitzons geogràfics, parlem doncs, de l'obertura de mercat cap a l'Alta Segarra. En aquest mateix any elaborà el retaule major de l'església de Pinós (el Solsonès) i el major de Cunill (Pujalt). L'any 1651 va acordar el retaule major i el sagrari de Claret de Figuerola (Torà) i capitulà el retaule major de Santa Maria de l'Avellana, actualment ermita del mas Sala (prop del nucli de Vallmanya, Pinós, el Solsonès); obra conservada totalment. Entre els anys 1650 -1652 finalitza el retaule major de Ferran (municipi d'Estaràs, la Segarra), obra no conservada en l'actualitat. D'aquella mateixa època, també se li atribueix el retaule de Llanera (actual municipi de Torà), avui conservat a la nova església de Perecamps (municipi de Llobera, el Solsonès). Dins la parròquia de Guissona, l'any 1656, elabora un retaule dedicat a les Ànimes (tres figures d'ànimes cremant-se) i dos relleus: La Resurrecció dels Morts i, la Separació dels elegits i els rèprobes en el Purgatori.
Com que portava molt temps fora de Manresa, l'any 1656 va llogar l'obrador i casa seva. Decidí marxar a Calaf, lloc on va viure tres anys. Sembla que durant aquest període va intervenir en el retaule major de l'església calafina de Sant Jaume. L'any que la família Grau torna a Manresa (1659), és quan Joan Grau realitza el sagrari del Santíssim Sagrament per al temple de la Seu.
L'any 1677, Joan Grau va elaborar el retaule major de l'església de Sant Joan de Lleida. A la capital del Segrià, hi ha dos relleus que segons la documentació també són obra de Joan Grau, parlem de la Nativitat de Sant Joan Baptista, i del Martiri de Sant Joan Baptista. Tot i que els testimonis atribueixen l'autoria al pare, l'estil de les dues creacions és propi d'en Francesc Grau. Entre el 1677-1679 es creu que els Grau van fabricar una obra per Bellpuig.{\displaystyle }

### Monestir de Poblet
Entre els anys (1659 -1674) Joan i Francesc Grau van començar a treballar per a la família dels Ducs de Cardona, inicien tot un seguit d'obres al monestir de Santa Maria de Poblet. Els Grau van elaborar les tombes dels Cardona (1659-1662); escuts heràldics per a la casa de la Cort de Prades i per l'arxiu de Falset; el sepulcre del Prohom Vinculador, juntament amb la tomba de Joan Ramon Folc de Cardona (1667 -1669), situada a l'església de sant Vicenç de Cardona; la pavimentació i la construcció d'una volta al presbiteri (1662 -1665); els altars laterals del presbiteri i els penjolls de l'altar major (1669-1671); i finalment, les tombes d'Alfons el Magnànim i de l'Infant Enric (1671 -1673).

### Altres obres
L'any 1664 completa el retaule del Roser per a l'església dels dominics de Manresa. El 1666, juntament amb els mestres Jaume i Miquel Masalvà, inicien la decoració exterior de l'església jesuïta de la Santa Cova de Manresa. En aquella època, concretament l'any 1667 també va realitzar el cap de fusta del reliquiari de Santa Úrsula a Valls. L'any 1671 Grau contracta obres a l'interior de l'església de la Santa Cova de Manresa, destaca la construcció d'un retaule d'alabastre amb Sant Ignasi escrivint els exercicis.
El 1670, juntament amb els escultors Pere Serra, Domènec Rovira, el seu fill Francesc i Josep Generes van ser cridats a Esparreguera per si volien fer el retaule major de la parroquial, sota la supervisió de l'arquitecte fra Josep de la Concepció. El mateix any realitzà el retaule de la Capella de l'Arxiconfraria de la Puríssima Sang de Barcelona, destruïts l'any 1936. I també fou un dels qui va examinar el retaule de la capella de Sant Crist de Terrassa.
L'any 1675 va elaborar un drac i una àliga pel Comú de Manresa. És necessari mencionar que durant aquest any també formava part de la comitiva que supervisava la façana del Consell de Manresa.

### Suport a la carrera del seu fill
L'any 1673, Joan i Francesc Grau (pare i fill) comencen a treballar per separat. Durant 7 anys, Joan Grau va donar suport la carrera escultòrica del seu fill. Es tracta d'un parèntesi entre les obres de Poblet 1674 i la seva jubilació. El 1675, els Grau elaboren el retaule major de la parròquia de Calonge de Segarra. Cal mencionar que en aquesta capitulació no hi ha la firma del pare, això, ens fa pensar que qui la va realitzar fou Francesc Grau. Pare i fill també van fer un model de fusta que representava la imatge de la Mare de Déu de la Concepció, l'any 1676 va ser elaborada en metall per l'argenter Josep Figuerola.
L'any 1679 els Grau signen una demanda adreçada al Consell de Cent, demanen desvincular-se del gremi de fusters per tal de crear un gremi d'escultors. Tot i que la demanda fou denegada, Carles II va permetre que s'instaurés la confraria escultòrica dels Sants Màrtirs.

### Etapa final
L'any 1679, amb més de 70 anys d'experiència, decideix contractar només obres properes a Manresa (lloc on passaria els últims anys). Aquest mateix any, va capitular el Retaule del Roser per a la parròquia de Súria (el Bages). El 1682 elabora el retaule major de l'església de Fals (Fonollosa, el Bages). I l'any 1683 realitza la construcció d'un retaule del Roser per a l'església de Santa Maria de Manresa. Es creu que va realitzar alguna obra més abans de morir, però la documentació no ho aclareix.
El 4 de juliol de l'any 1685, mor als setanta-tres anys a casa seva. Va ser enterrat a l'església de Predicadors de la ciutat de Manresa.

## Nissaga dels Grau
Miquel Grau, pagès de professió, es va casar amb una dona que es deia Caterina; d'aquesta unió va néixer Joan Grau. Aquest es va unir en matrimoni amb Àngela Torres (+1662), filla del notari Lluis Torres. L'escultor de Constantí i l'Àngela van tenir quatre fills: Francesc Grau (1638-1693), Anna Maria, Teresa i Josep Grau (+1662). Les filles les varen casar amb banquers: Anna Maria ho va fer amb en Lluís Buiges i la Teresa amb en Pere Fontanelles. Aquests últims van tenir una filla que s'uní en matrimoni amb Josep Sunyer i Raurell, escultor insigne del segle xviii. L'any 1662 Francesc Grau es va casar amb Teresa Fustangueres de Guissona (+1693), van tenir dos fills: Joan Grau (II) (escultor també) i la Maria, que va casar-se amb el també escultor Salvador Perarnau.

## Obres
- Retaule de Sant Joan Baptista per a la parròquia d'Igualada (1631)
- Retaule de la Puríssima Concepció de Pujalt (l'Anoia) (1638)
- Retaule del Roser per al temple manresà de Sant Pere Màrtir (1642-1646)
- Retaules major de l'església de Pinós (el Solsonès) i el major de Cunill (municipi de Pujalt) (1650)
- Retaule dedicat a les Ànimes i dos relleus: La Resurrecció dels Morts i, la Separació dels elegits i els rèprobes en el Purgatori per a la parròquia de Guissona (1956)
- Projectes i reformes al monestir de Santa Maria de Poblet (1659 -1674)
  - Les tombes dels Cardona (1659-1662)
  - Escuts heràldics per a la casa de la Cort de Prades i per l'arxiu de Falset
  - El sepulcre del Prohom Vinculador, juntament amb la tomba de Joan Ramon Folc de Cardona (1667 -1669)
  - La pavimentació i la construcció d'una volta al presbiteri (1662 -1665)
  - Els altars laterals del presbiteri i els penjolls de l'altar major (1669-1671)
  - Les tombes d'Alfons el Magnànim i de l'Infant Enric (1671 -1673)
- Façana lateral de l'església jesuítica de la Santa Cova de Manresa (1666)
- Retaule del rapte de Sant Ignasi de la Santa Cova de Manresa (1671)
- Altar d'alabastre de l'església de la Santa Cova de Manresa
- Retaule major de la parroquial d'Esparreguera (1670)
- Retaule major de l'església de Sant Joan de Lleida (1677)
- Retaule de la Capella de l'Arxiconfraria de la Puríssima Sang de (Barcelona)
- Retaule major de l'església de Fals (Fonollosa, el Bages) (1682)
- Retaule del Roser per a l'església de Santa Maria de Manresa (1683)